# Ours d'argent de la meilleure musique de film
L’Ours d'argent de la meilleure musique de film (Silberner Berliner Bär Beste Filmmusik) est l'une des récompenses remises par le jury lors du Festival de Berlin de 2002 à 2007 dans la catégorie de l'Ours d'argent. Il fait aujourd'hui partie de l'Ours d'argent de la meilleure contribution technique.

## Palmarès
| Année | Compositeur                          | Film                            | Titre original |
| ----- | ------------------------------------ | ------------------------------- | -------------- |
| 2002  | Antoine Duhamel                      | Laissez-passer                  |                |
| 2003  | Majoly, Serge Fiori et Madou Diabaté | Madame Brouette                 |                |
| 2004  | Bandis Osiris                        | Primo amore                     |                |
| 2005  | Alexandre Desplat                    | De battre mon cœur s'est arrêté |                |
| 2006  | Peter Kam                            | Isabella                        |                |
| 2007  | David Mackenzie                      | My Name Is Hallam Foe           | Hallam Foe     |